# Малофедорівка
Малофе́дорівка — село в Україні, у Казанківській селищній громаді Баштанського району Миколаївської області. Населення становить 23 особи.